# Ciclo do ouro (Rodolfo Amoedo)
Ciclo do Ouro é uma pintura, pintura histórica de Rodolfo Amoedo. A obra é do gênero pintura histórica. Está localizada em Museu do Ipiranga. A obra foi uma encomenda de Afonso d'Escragnolle Taunay. Retrata mineração de ouro no Brasil realizada com trabalho escravo.

## Descrição
A obra foi produzida com tinta a óleo sobre tela. Suas medidas são: 222 centímetros de altura e 132 centímetros de largura. Faz parte de Museu do Ipiranga, com número de inventário 1-19543-0000-0000.
O quadro retrata um homem de pele clara com cabelos e denso bigode escuros, usando um chapéu de palha com laterais curvadas para cima, trajando calça marrom folgada por cima de uma camisa branca e botas. O homem encontra-se em pé, com um chicote grande marrom sobre o braço direito, enquanto põe a mão esquerda em uma peneira, segurada pelas duas mãos de um homem negro, que veste somente um calção bege e está ligeiramente curvado em direção ao homem de bigode, em pose de submissão. Ao fundo, há dois índios que trabalham e conversam no segundo plano, observando os homens no primeiro plano. O cenário é de uma colina esverdeada, com o pico do Itacolomi.

## Contexto
O ciclo do ouro é fruto de uma encomenda realizada por Afonso d'Escragnolle Taunay a vários artistas que considerava consagrados. Como diretor do Museu Paulista na época, organizou um acervo especial em comemoração ao Centenário da Independência do Brasil em 1922, buscando representações de ciclos econômicos da História Nacional.
A pintura integra o projeto de Taunay para representação das quatro fases capitais da história nacional ao lado dos painéis Criadores de Gado, de João Batista da Costa, Ciclo da caça ao índio, de Henrique Bernardelli e Tomada de posse da Amazônia por Pedro Teixeira, de Fernandes Machado. Taunay se correspondia com os artistas que havia contratado, dando-lhes diretrizes para que as obras não fossem baseadas em suas próprias interpretações artísticas, em uma tentativa de produzir quadros que considerava de teor histórico.

## Análise
Em O ciclo do ouro, é possível observar que Amoedo seguiu a orientação de Taunay para valorização do bandeirante enquanto um herói nacional, atribuindo-lhe uma posição de superioridade e poder com relação ao escravo negro na pintura. Entretanto, em outras obras, como em Varação de Canoas, de 1929, Amoedo revê a relação de índios e bandeirantes, já não os retratando mais como uma figura tão heróica, sinalizando a influência de Taunay na tentativa de construção de uma identidade nacional.